# Hap and Leonard
Hap and Leonard ist eine US-amerikanische Krimiserie, die von 2016 bis 2018 auf SundanceTV ausgestrahlt wurde. Die Serie basiert auf den Hap & Leonard-Romanen von Joe R. Lansdale und wurde von Jim Mickle und Nick Damici adaptiert. Insgesamt wurden drei Staffeln mit jeweils sechs Folgen produziert. Zeitweise hatte die Serie bei SundanceTV die höchsten Einschaltquoten. In Deutschland wurde die Serie bei Amazon Prime veröffentlicht.
Die erste Staffel basiert auf dem Roman Wilder Winter, die zweite auf Texas Blues und die dritte Staffel auf Bärenblues. Die Dramaserie folgt in den 80ern den besten Freunden Hap Collins, einem weißen Kriegsverweigerer aus Texas mit einer Schwäche für Südstaaten-Frauen, und Leonard Pine, einem schwulen, schwarzen Vietnam-Veteranen mit hitzigem Charakter, die sich gemeinsam in Texas durchschlagen.

## Besetzung
| Schauspieler        | Rolle                   | Staffel | Synchronsprecher   |
| ------------------- | ----------------------- | ------- | ------------------ |
| James Purefoy       | Hap Collins             | 1–3     | Tim Moeseritz      |
| Michael K. Williams | Leonard Pine            | 1–3     | Nick Forsberg      |
| Christina Hendricks | Trudy Fawst             | 1       | Christin Marquitan |
| Bill Sage           | Howard                  | 1       | Sven Gerhardt      |
| Neil Sandilands     | Paco                    | 1       | Wolfgang Wagner    |
| Jeff Pope           | Chub                    | 1       | Klaus-Peter Grap   |
| Jimmi Simpson       | „Soldier“               | 1       | Sebastian Schulz   |
| Pollyanna McIntosh  | Angel                   | 1       |                    |
| Enrique Murciano    | Raoul                   | 1–2     |                    |
| Henry G. Sanders    | Onkel Chester           | 1–2     |                    |
| Irma P. Hall        | Meemaw                  | 2       |                    |
| Tiffany Mack        | Florida Grange          | 2–3     |                    |
| Cranston Johnson    | Detective Marvin Hanson | 2–3     |                    |
| Douglas M. Griffin  | Officer Charlie Blank   | 2–3     | Peter Flechtner    |
| Evan Gamble         | Officer Sneed           | 2–3     |                    |
| Brian Dennehy       | Sheriff Valentine Otis  | 2       |                    |
| John McConnell      | Richter Beau Otis       | 2       |                    |
| Olaniyan Thurmon    | Ivan                    | 2       |                    |
| Dohn Norwood        | Reverend Fitzgerald     | 2       |                    |
| Kelvin Brown        | TJ                      | 2       |                    |
| Gail Matthius       | Officer Peg             | 2–3     |                    |
| Sydney Wease        | Belinda                 | 3       | Lisa Braun         |
| Corbin Bernsen      | Chief Cantuck           | 3       |                    |
| Laura Allen         | Officer Reynolds        | 3       |                    |
| Louis Gossett Jr.   | Bacon                   | 3       |                    |
| Pat Healy           | Truman Brown            | 3       |                    |
| Lionel Boyce        | Leon                    | 3       | Johann Fohl        |

## Rezeption
Hap and Leonard erhielt bei Rotten Tomatoes überwiegend positive Kritiken; von 25 professionelle Kritiker bewerten 88 % die Serie positiv.
Matthew Gilbert vom Boston Globe bemängelt zwar die filmischen Mängel bei Umsetzung der Buchvorlage, kommt aber zu dem Schluss:

“The unevenness is not a deal-breaker. When Hap and Leonard does strike the right swampy tone, and you sense the alligators waiting for a human snack, it's rich.”

„Die Unebenheiten sind kein Grund zur Beunruhigung. Wenn Hap und Leonard den richtigen sumpfigen Ton trifft und man spürt, dass die Alligatoren nur auf einen menschlichen Snack warten, ist das sehr beeindruckend.“